# Courtland (Kansas)
Pour les articles homonymes, voir Courtland.
Courtland est une municipalité américaine située dans le comté de Republic au Kansas. Lors du recensement de 2010, sa population est de 285 habitants.

## Géographie
Courtland se trouve juste au sud de la U.S. Route 36, dans le nord du Kansas.
La municipalité s'étend sur 0,27 mille carré (0,7 km2).

## Histoire
La localité est fondée à la fin du XXe siècle sous le nom de Prospect. Sous l'impulsion de Fred S. Cooper, le Rock Island Railroad s'étend dans la région et le village se déplace quelques kilomètres au sud pour se rapprocher des voies. Il prend alors le nom de Cortland dans l'État de New York.

## Démographie
Selon l'American Community Survey de 2018, la population de Courtland est exclusivement blanche. Si 96 % de ses habitants parlent l'anglais à la maison, 4 % y pratiquent l'espagnol.
Le revenu médian par foyer à Courtland est de 45 625 dollars, inférieur à celui du Kansas (57 422 dollars) et des États-Unis (60 293 dollars). Son taux de pauvreté est toutefois plus faible (6,3 % contre 12 % et 11,8 %),.